# John Leycester Adolphus
John Leycester Adolphus (Londres, 1795 – 24 de dezembro de 1862) foi um advogado, jurista e escritor inglês.

## Biografia
Era filho de John Adolphus (1768-1845), um conhecido barrister de Londres, que escreveu A History of England to 1783 (1802), A History of France from 1790 (1803) e outros trabalhos.
Adolphus foi educado na Merchant Taylors' School, Cidade de Londres, e no St John's College, em Oxford. Em 1821 publicou Letters to Richard Heber, Esq., no qual discute a autoria dos Romances Waverley, até então anônimos, e atribui-os à autoria de Sir Walter Scott. Esta conclusão foi baseada na semelhança dos romances em grande estilo e método com os poemas de Scott. Scott pensou, a princípio, que as cartas haviam sido escritas por Reginald Heber, mais tarde, bispo de Calcutá, e a descoberta da identidade de John Leycester Adolphus tornou-os grande amigos.
Adolphus foi chamado para trabalhar como advogado no tribunal inglês em 1822, e seu Circuiteers, an Eclogue, é uma paródia do estilo de dois de seus colegas de trabalho. Tornou-se juiz do Tribunal da Comarca de Marylebone, em 1852, e foi um bencher do Inner Temple. Foi autor de Letters from Spain em 1856 e 1857 (1858), e estava completando a "History of England" de seu pai, no momento da sua morte, em 24 de dezembro de 1862.